# 胡萬里
胡萬里（1503年—？），字伯明，號平橋，陝西西安府咸寧縣人，匠籍，明朝政治人物。

## 生平
嘉靖四年（1525年）乙酉科陝西鄉試第四十八名舉人，八年（1529年）中式己丑科會試第二十七名，二甲第九十名進士。十三年（1534年）任廣德州知州，十四年（1535年）調鄭州知州，遷安慶府同知，致仕歸里。

## 家族
曾祖胡敏，壽官；祖父胡信，縣丞；父胡貢珊。母李氏；繼母趙氏。